# 오카타이나 화산
오카타이나 화산(Okataina)은 뉴질랜드 북섬에 위치한 화산이다. 대형 칼데라가 있으며, 칼데라 내에는 타라웨라 산, 와이망구 계곡 등 여러 화산과 화산 요소들이 많다. 유명한 로토루아 칼데라는 이 화산의 일부이다. 지금도 화산 활동이 나타나고 있으며, 이 화산의 일부인 로토루아 칼데라는 지수 7로 분화했기 때문에 초화산이다.